# 杨浦公园
杨浦公园是中華人民共和國上海市楊浦區的一個公園，面積22萬平方米。公園內有3.2萬平方米的愉湖。

## 历史
最早此地是墓地、荒地和養魚的池塘。1952年以後，周邊的工人新村開始興起，當局打算將此地改造為公園。1958年作為控江公園對外開放，不久又更名為楊浦公園。杨浦公园原本有猛兽类和畜类动物，2007年12月這些動物搬迁至野生动物园和动物园等单位。
2024年下半年，上海市杨浦区绿化和市容管理局对杨浦公园進行改造，在2025年开年之际改造完成。改造後的楊浦公園部分围墙拆除，並且增设了3个出入口。